# Технологічний інститут Карлсруе

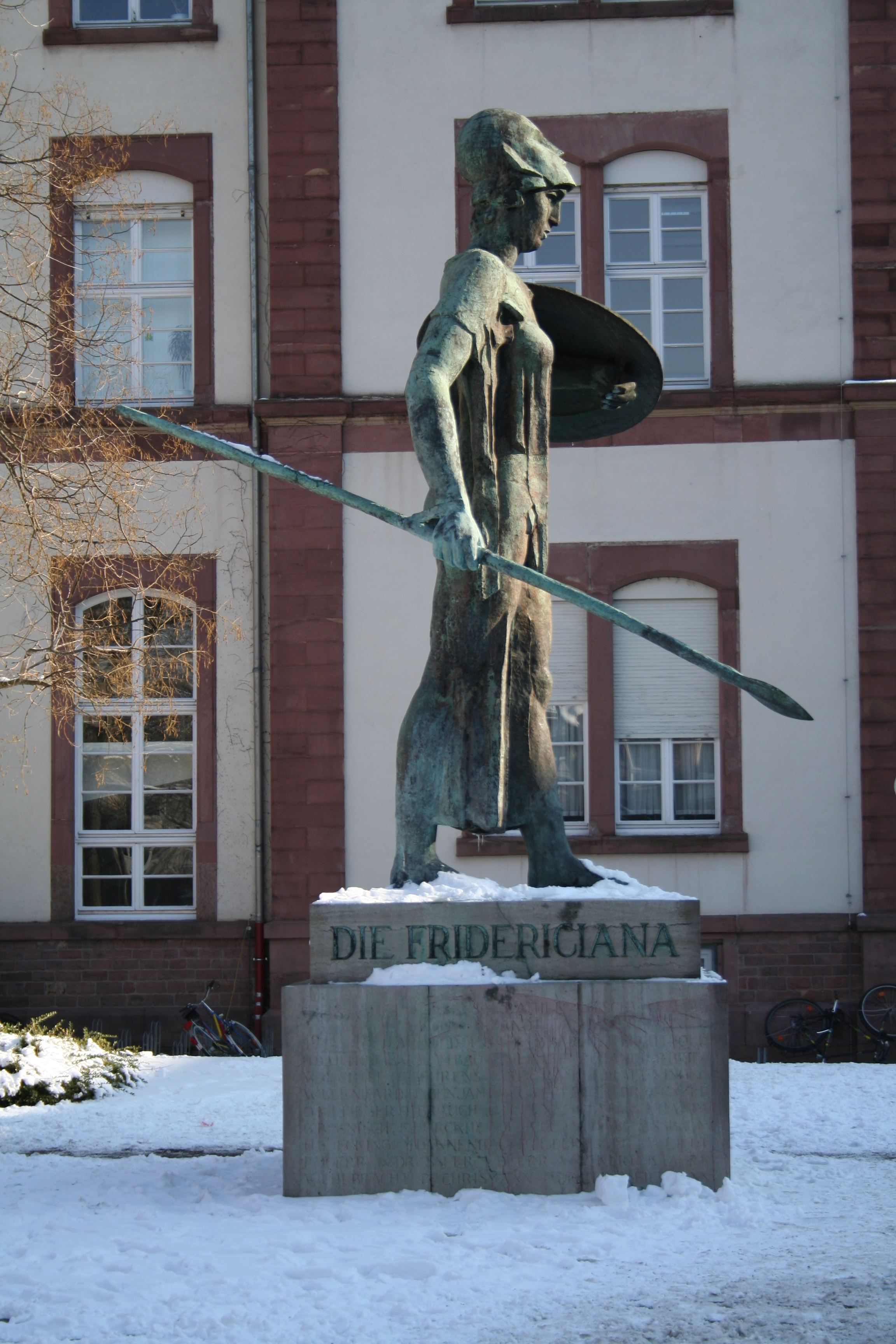
Статуя Афіни Паллади в центральному дворі Еренхоф

Технологічний інститут Карлсруе (нім. Karlsruher Institut für Technologie) — найстаріший технічний вищий навчальний заклад в Німеччини та четвертий в Європі після паризького, празького і віденського технічних університетів. Університет входить до об'єднання найпрестижніших технічних університетів Німеччини TU9.

## Історія
Політехнікум Карлсруе був заснований 7 жовтня 1825 року за зразком Політехнічної школи в Парижі великим герцогом Людвігом Баденським.
З 1832 року по 1920 до нього належало і державне лісове училище, яке згодом було приєднано до Тюбінгенського університету під Фрайбургом.
В 1865 році політехнікум був перетворений великим герцогом Фрідріхом I у Вищу технічну школу, до цього періоду належить його друга назва «Фрідеріціана».
В 1900 році введено право здобуття наукового ступеня доктора наук.
В 1904 році в Карлсруе вперше в Німеччині до навчання у технічному виші було допущено жінку.
В 1967 році Вища технічна школа «Фрідеріціана» була перейменована в Університет Карлсруе.
В 1969 році університет Карлсруе першим у Німеччині почав навчання дипломованих програмістів.
В 1972 році був заснований перший в Німеччині факультет інформатики.
У 2006 році був підписаний договір про створення Технологічного Інституту Карлсруе (англ. Karlsruhe Institute of Technology (KIT )). Вищий навчальний заклад, створене шляхом об'єднання Університету Карлсруе та Науково-дослідного центру Карлсруе (нім. Forschungszentrum Karlsruhe), відкрився 1 жовтня 2009.
Серед інших тут навчалися винахідник автомобілів Карл Бенц і «батько американської водневої бомби» Едвард Теллер. 1888 року в університеті Карлсруе Генріх Герц відкрив електромагнітні хвилі, а двома роками раніше він зі своїм учнем Вільгельмом Халльваксом вперше систематично вивчив фотоефект. Послідовник Герца на посаді завідувача кафедри фізики Отто Леманн виконує тут на початку двадцятого століття фундаментальну роботу по першому дослідженню властивостей рідких кристалів. Колега Герца по цій же кафедрі професор Фердинанд Браун розробив тут в 1897 році перший варіант електронно-променевої трубки. 1860 року на базі університету було проведено перший всесвітній з'їзд хіміків, на якому захисники хімічної атомістики в гострій боротьбі з її супротивниками здобули перемогу. Активним учасником цього з'їзду був Дмитро Іванович Менделєєв.

## Факультети
Університет Карлсруе складається з 11 факультетів, які підрозділяються своєю чергою на 43 відділення:
- Факультет математики
- Факультет фізики
- Факультет хімії і біологічних наук
- Факультет гуманітарних і суспільних наук
- Факультет архітектури
- Факультет інженерного будівництва, наук про Землю та довкілля
- Факультет інженерної хімії і технології виробництва
- Факультет електротехніки та інформаційних технологій
- Факультет інформатики
- Факультет економіки

## Відомі студенти
| Факультет                        | Імена                                                                                            |
| -------------------------------- | ------------------------------------------------------------------------------------------------ |
| Архітектура                      | Роберт Марфельд, Освальд Унгерс, Альберт Шпеєр                                                   |
| Інженерне будівництво і геологія | Роберт Гервіг, Хуберт Лібхер, Дітер Людвіг                                                       |
| Хімія                            | Майкл Полані, Ебергард Рец, Гельмут Цан                                                          |
| Хімічна технологія               | Едвард Теллер                                                                                    |
| Машинобудування                  | Карл Бенц, Бернгард Говальт, Роланд Мак, Франц Рело, Август Тіссен, Еміль Шкода                  |
| Математика                       | Фріц Ньотер                                                                                      |
| Педагогіка                       | Вільгельм Август Лей                                                                             |
| Фізика                           | Йоганн Якоб Бальмер, Фріц-Рудольф Гюнч, Клаус Чіра, Бернд Шмідбауер                              |
| Електротехніка                   | Рольф Видерое, Хассо Платтнер, Азеф Євно                                                         |
| Інженерна економіка              | Штефан Квандт, Карстен Шпор, Франц Йозеф Радермахер, Міхаель Роговскі, Бодо Юбер, Франц Ференбах |